# Campbell Best
Campbell Best (sinh ngày 12 tháng 3 năm 1986) là một cầu thủ bóng đá Quần đảo Cook. Anh chơi ở vị trí tiền vệ cho đội Tupapa Rarotonga ở giải Cook Islands Round Cup. Anh cũng chơi cho đội tuyển quốc gia tại Vòng loại World Cup 2014 khu vực châu Đại Dương.

## Thống kê sự nghiệp

### Quốc tế
| Quần đảo Cook | Quần đảo Cook | Quần đảo Cook |
| Năm           | Trận          | Bàn           |
| ------------- | ------------- | ------------- |
| 2009          | 1             | 1             |
| 2010          | 0             | 0             |
| 2011          | 6             | 2             |
| 2012          | 0             | 0             |
| 2013          | 0             | 0             |
| 2014          | 0             | 0             |
| 2015          | 2             | 0             |
| Tổng cộng     | 9             | 3             |

Số liệu thống kê tính đến ngày 2 tháng 9 năm 2015

### Bàn thắng quốc tế
| #  | Ngày                 | Địa điểm                                   | Đối thủ | Bàn thắng | Kết quả | Giải đấu                 |
| -- | -------------------- | ------------------------------------------ | ------- | --------- | ------- | ------------------------ |
| 1. | 13 tháng 6 năm 2009  | Tonga                                      | Tonga   | 1-0       | 2-1     | Giao hữu                 |
| 2. | 22 tháng 11 năm 2011 | Sân vận động bóng đá quốc gia, Apia, Samoa | Samoa   | 1-1       | 2-3     | Vòng loại World Cup 2014 |
| 3. | 22 tháng 11 năm 2011 | Sân vận động bóng đá quốc gia, Apia, Samoa | Samoa   | 2-2       | 2-3     | Vòng loại World Cup 2014 |

## Liên kết khác
- Campbell Best tại National-Football-Teams.com